# Syfon (kajakarstwo)
Syfon – w kajakarstwie górskim, miejsce w nurcie rzeki, w którym woda z jednej strony wpływa pod skałę (lub głaz), a z drugiej spod niej wypływa.
Syfony są miejscami śmiertelnie niebezpiecznymi dla kajakarzy. Siła ciągu wody jest tu ogromna, a często tak duża, że uniemożliwia wyciągnięcie człowieka z zastosowaniem przypięcia do rzutki. Wnętrze syfonu może być zawalone różnego rodzaju materiałem napływowym, np. śmieciami lub gałęziami, co umożliwia wyłącznie przepływ wody lub drobnych przedmiotów niesionych nurtem. Większe mogą ulec zaklinowaniu.
W związku z powyższymi zagrożeniami syfony nie nadają się do spływania i należy je albo opłynąć bokiem, albo wykonać przenoskę, kiedy opłynięcie jest niemożliwe lub bardzo niebezpieczne. 